# 山城屋藤右衛門
山城屋 藤右衛門（やましろや とうえもん、生没年不詳）は江戸時代の地本問屋。

## 来歴
落藤舎または洛藤舎と号す。享和から天保期に馬喰町1丁目、後に馬喰町3丁目で営業している。喜多川歌麿、2代喜多川歌麿、歌川豊国、歌川国貞らの錦絵を出版している。

## 作品
- 喜多川歌麿 『婦人相学十躰』 大判 錦絵揃物 享和 鶴屋喜右衛門と合版
- 2代喜多川歌麿 『えびす講』
- 歌川豊国 『新製五色里』
- 歌川国貞 『洗濯噺』
- 菊川英山 『風流七小町』 大判 錦絵揃物 文化9年頃